# اتو مایسنر
اتو لبرخت ادوارد مایسنر (به آلمانی: Otto Lebrecht Eduard Meissner) (زاده ۱۳ مارس ۱۸۸۰ – درگذشته ۲۷ مه ۱۹۵۳) یک سیاستمدار آلمانی و رئیس ایالت‌ها در رایش سوم از دسامبر ۱۹۳۷ تا ۳۰ آوریل ۱۹۴۵ بود.